# Датско-угандийские отношения
Датско-угандийские отношение — двусторонние дипломатические отношения между Данией и Угандой. Посольство Дании находится в Кампале, посольство Уганды, соответственно, в датской столице, Копенгагене. Дипломатические отношения были установлены 1 апреля 1968 года, 12 ноября 1971 года страны подписали договор о предоставлении Данией денежного займа Уганде. Двусторонние отношения между Данией и Угандой характеризуются как прочные.
После вступления в силу в 2014 году угандийскогозакона о борьбе с гомосексуализмом, датские субсидии Уганде за соответствующий год в размере 50 миллионов датских крон были перенаправлены на гражданские организации; ту же самую процедуру планируется провести в отношении всех 310 миллионов датских субсидий.

## Помощь
Дания осуществляет программу помощи в отношении Уганды. За последние 10 лет Дания помогла африканской стране улучшить водоснабжение. С 2001 года Дания оказывает также помощь угандийскому правительству в управлении и в повышении уровня жизни.